# Samsung Galaxy A5 (2015)
Samsung Galaxy A5 (2015) или Samsung Galaxy A5 2015 Edition — Android-смартфон производства Samsung Electronics. Он был представлен 30 октября 2014 года, вместе с меньшим и родственным Samsung Galaxy A3 (2015) и большим Samsung Galaxy A7 (2015), представленными позже в январе 2015 года. Модель Samsung Galaxy A5 (2016) является преемником Samsung Galaxy A5 (2015), отличающимся обновленной сборкой из металла и стекла, которая дебютировала вместе с Galaxy S6.

## Аппаратное обеспечение
Системным чипом Samsung Galaxy A5 является 64-битный Qualcomm Snapdragon 410. Графический процессор телефона - Adreno 306. Смартфон оснащен 2 ГБ оперативной памяти и 16 ГБ внутренней памяти, с поддержкой съемных карт MicroSD объемом до 64 ГБ. Слот для карт MicroSD устройства разработан таким образом, что в него можно вставить SIM-карту, поэтому A5 можно использовать в режиме Dual SIM.

## Дизайн
Samsung Galaxy A5 отказался от пластикового дизайна предыдущих телефонов, получив алюминиевый корпус со скошенными металлическими краями. Хотя его дизайн почти аналогичен предыдущим моделям Samsung Galaxy Alpha и Samsung Galaxy Note 4, A5 имеет более крупный 5-дюймовый Super AMOLED HD дисплей по сравнению с 4,7-дюймовым дисплеем Galaxy Alpha, а также тоньше на 6,7 мм, став самым тонким смартфоном Samsung на момент выпуска. Дисплей A5 оснащен защитным стеклом Gorilla Glass 4. В телефоне используется 13-мегапиксельный сенсор задней камеры от успешного Galaxy S4, с программными изменениями для повышения четкости деталей и улучшения возможностей съемки в условиях низкой освещенности. На лицевой стороне устройства установлена новая 5-мегапиксельная камера для более четкой съемки, а сам телефон ориентирован на более молодую аудиторию, ориентированную.

## Программное обеспечение
Устройство работает под управлением операционной системы Android 4.4.4 "KitKat" от Google, с улучшенным TouchWiz. Nature UX 3.5, Note 4, Note Edge и серия Galaxy A были единственными устройствами, которые поставлялись с этим интерфейсом на Android 4.4.4. Galaxy A5 позже получил Android 5.0.2 "Lollipop" в мае 2015 года. Android 6.0.1 Marshmallow для Galaxy A-серии был анонсирован в июле 2016 года. OTA-обновление также приносит слегка обновленный пользовательский интерфейс TouchWiz, который остается похожим на пользовательские интерфейсы UX 3.5 и 4.0 от Note 4 и Galaxy S5, но имеет более новые иконки, представленные в Note 5.